# 史梦瑶
史梦瑶（1998年1月5日—），女，河南三门峡人，中国射击运动员。

## 战绩
2015年11月4日，她在科威特举办的射击亚锦赛青年组气步枪比赛中，以209.6环获得冠军，并打破亚洲青年纪录和世界青年纪录。2017年2月24日，在2017年射击世界杯印度新德里站比赛中，史梦瑶以252.1环打破世界纪录的成绩夺得女子10米气步枪冠军。
2021年3月，国家步手枪射击队东京奥运会最终队伍选拔赛中，史梦瑶入选射击队奥运阵容。2021年7月，入选2020年夏季奥林匹克运动会中国代表团。参加女子50米步枪三姿比赛。史梦瑶以总成绩1171环位列第9，无缘该项目的决赛。